# Villa Licenciado Jesús Terán
Villa Licenciado Jesús Terán, también llamada Calvillito, es una localidad del estado mexicano de Aguascalientes. Es parte del municipio de Aguascalientes.

## Toponimia
El nombre «Licenciado Jesús Terán» hace referencia al abogado Jesús Terán Peredo, gobernador de Aguascalientes de 1855 a 1857.

## Demografía
| Gráfica de evolución demográfica |
|                                  |

| Censo | Población |
| ----- | --------- |
| 1900  | 661       |
| 1910  | 919       |
| 1921  | 733       |
| 1930  | 994       |
| 1940  | 865       |
| 1950  | 1 136     |
| 1960  | 1 540     |
| 1970  | 1 876     |
| 1980  | 2 055     |
| 1990  | 2 732     |
| 2000  | 3 568     |
| 2010  | 4 481     |
| 2020  | 5 204     |